# Atlantic City, USA
Atlantic City, USA [ətˈlæn.tɪk ˈsɪti | ˌjuː ɛs ˈeɪ] ist ein Spielfilm des Regisseurs Louis Malle in französisch-kanadischer Koproduktion aus dem Jahr 1980. Burt Lancaster spielt in diesem Kriminaldrama mit komödiantischen Untertönen den alternden Möchtegern-Gangster Lou, dem durch die Begegnung mit der jungen Sally (Susan Sarandon) seine langgehegten Wünsche erfüllt werden. Die Stadt Atlantic City spielt an ihrem Wendepunkt vom heruntergekommenen Seebad zum modernen, unpersönlichen Spielerparadies eine Hauptrolle im Film.

## Handlung
Lou Pascal, ein heruntergekommener kleiner Ganove in Atlantic City, kümmert sich um die bettlägerige und launische Ex-Schönheit Grace Pinza. Jeden Abend beobachtet er heimlich seine Nachbarin Sally Matthews, während sie sich am Fenster stehend zur Musik einer Arie aus Norma ihre Arme und Brüste mit Zitronensaft reinigt. Sally arbeitet in einem Casino an der Austernbar, will aber Black-Jack-Kartendealerin werden, wofür sie bei dem lüsternen Franzosen Joseph Unterricht nimmt.
Sallys Ex-Ehemann Dave und ihre von Dave schwangere Schwester Chrissie, zwei Hippies, die in Philadelphia Kokain von der Rauschgiftmafia gestohlen haben, tauchen bei Sally auf und wollen bei ihr Unterschlupf haben. Sally setzt Dave nach einem Streit vor die Tür. Dave will das Rauschgift in der Unterwelt von Atlantic City verkaufen und trifft dabei auf Lou, den er überredet, mit ihm zusammenzuarbeiten. Während Lou einen Teil des Kokains an den Mann bringt, finden Felix und Vinnie, die bestohlenen Rauschgift-Gangster aus Philadelphia, Dave, verfolgen ihn durch ein Parkhaus und töten ihn.
Lou trifft die von der Polizei benachrichtigte Sally im Krankenhaus an Daves Totenbett, gibt sich ihr als ihr Nachbar zu erkennen und bietet ihr an, sich um Daves Begräbnis zu kümmern. Während Sally langsam Vertrauen zu Lou fasst, verwandelt dieser sich durch neue Kleidung aus dem Erlös des Kokainverkaufs in den wohlhabenden und weltgewandten Gangster, der er immer sein wollte. Sie essen zusammen und haben, nachdem Lou ihr beichtet, dass er sie täglich beobachtet, in Sallys neuer Wohnung, die sie bald beziehen will, miteinander Sex.
Vor ihrem Appartementhaus lauern Felix und Vinnie dem Paar auf und greifen Sally an, um an das Rauschgift zu kommen. Lou wird mit einer Waffe bedroht und steht hilflos daneben. Als die beiden Gangster abziehen, bemerken Lou und Sally, dass Sallys alte Wohnung durchsucht und verwüstet ist. Sally erfährt von Chrissie vom Kokaindiebstahl, während Lou seine Sachen und eine Pistole packt und den Gangstern die Information zukommen lässt, er habe das Geld und den Rest des Rauschgifts. Sally ist wütend auf Lou und will ihn zur Rede stellen. Sie erfährt, dass das Casino ihr wegen ihres kriminellen Ex-Ehemanns gekündigt hat. Joseph will sie zur Prostitution zwingen. Als Sally Lou findet und sie über die Verwendung des Drogengeldes diskutieren, werden sie abermals von Felix und Vinnie angegriffen. Lou erschießt die beiden Gangster, und das ungleiche Paar flieht aus Atlantic City. Als die beiden merken, dass sie keine gemeinsame Zukunft haben können, fährt Sally in eine ungewisse Zukunft, vielleicht in Frankreich, davon, während Lou nach Atlantic City zurückkehrt und zusammen mit der genesenen Grace den Rest des Kokains verkauft. Arm in Arm wandern Lou und Grace über den Boardwalk von Atlantic City.

## Entstehungsgeschichte

### Skript und Vorproduktion
Nach Malles erstem amerikanischen Film, dem kontrovers diskutierten Pretty Baby, ergab sich für ihn 18 Monate lang keine Möglichkeit, ein Filmprojekt zu verwirklichen. Mitte 1979 bekam er das Angebot, den Krimi The Neighbor von Laird Koenig zu verfilmen: Ein kanadischer Filmfonds hatte fünf Millionen Dollar und ein fertiges Drehbuch bereitgestellt; die Voraussetzung war, dass der Film bis zum Jahresende 1979 abgedreht sein musste, um die Steuersparmöglichkeiten zu nutzen. Malle mochte das Drehbuch nicht, willigte jedoch unter zwei Voraussetzungen ein: Der Dramatiker John Guare, der am Broadway bereits Erfolge gefeiert hatte, sollte ein komplett neues Drehbuch zu dem Stoff verfassen und Malles damalige Freundin Susan Sarandon sollte neben einem noch zu findenden kassenträchtigen Hollywoodstar die Hauptrolle spielen.
Malle und Guare diskutierten, wo der Film spielen solle und kamen auf Atlantic City, das durch die kürzlich erfolgte Legalisierung des Glücksspiels landesweit in den Schlagzeilen war. Sie besuchten Atlantic City und waren fasziniert von der Situation des Umbruchs und der Ambivalenz der Stadt. Malle sagte: „Wir sahen den Glamour, und wir sahen die Widersprüche. Hinter der glänzenden Fassade war die Stadt im wahrsten Sinne des Wortes ein einziger Slum.“ Buchstäblich am Tag ihres Besuchs konstruierten die beiden die Geschichte, die sie erzählen wollten anhand dessen, was sie sahen und erlebten. Guare erinnert sich: „Wir gingen in das Resort International […] und da gab es eine Austernbar. Da waren lauter hübsche Mädchen und wir fragten: ‚Wer sind die?‘. Man sagte uns: ‚Nun, die wollen alle Kartendealer werden, aber um Blackjack-Dealer zu sein, musst du erst drei oder vier Monate hier arbeiten, um zu zeigen, dass du bei der Stange bleibst.‘ Wir sagten: ‚Oh ja, das passt genau für Susan.‘“
Malle reiste nach Frankreich und Guare folgte ihm, um dort innerhalb von zwei Wochen das komplette Drehbuch neu zu schreiben. Für die männliche Hauptrolle des alternden Gangsters wurden Henry Fonda, James Mason, James Stewart und Laurence Olivier in Betracht gezogen. Malles Favorit war der von ihm verehrte Robert Mitchum, doch der hatte, frisch geliftet, kein großes Interesse an einer Altersrolle. Schließlich war Burt Lancaster bereit, den Herren im gesetzten Alter zu spielen und erkannte das Potential des Skripts, in dieser Rolle brillieren und in selbstironischer Weise seinem Lebenswerk einen späten Höhepunkt hinzufügen zu können. Für die Rolle der Grace wurde zuerst Ginger Rogers angefragt, die aber die bettlägerige, tyrannische Figur als zu peinlich für sie ablehnte. Die Kanadierin Kate Reid übernahm schließlich die Rolle.

### Produktion und Nachproduktion
Die Dreharbeiten begannen mit einem kanadisch-französisch-amerikanischen Team im Oktober 1979. Zuerst wurden alle Außenaufnahmen in Atlantic City gedreht, dann die Innenaufnahmen im Studio in Montreal. Lancaster, der über ein gefürchtet großes Ego verfügte, zeigte sich während der Dreharbeiten ziemlich respektlos gegenüber Malle und Sarandon. Er wollte seine Rolle schwieriger und aggressiver anlegen und geriet darüber mit Malle in Streit. Erst in ihrer gemeinsamen Verehrung für die Regiegröße Luchino Visconti fanden die beiden wieder einen Ansatzpunkt für die weitere Zusammenarbeit. Lancaster setzte jedenfalls durch, dass der Schluss zu einem Casablanca-ähnlichen Ende abgeändert wurde, bei dem Lou nicht als Betrogener von Sally im Stich gelassen wird, sondern er das Heft in der Hand behält, als Sally ihn verlässt.
Pünktlich zum 31. Dezember waren die Dreharbeiten beendet, aber ein Studio für die Distribution und die Vermarktung des Films zu finden gestaltete sich schwierig.  Paramount, das gerade mit Reds und Ragtime einen Verlust von 10 Millionen Dollar gemacht hatte, willigte erst nach dem Gewinn des Goldenen Löwen bei den Filmfestspielen von Venedig ein, den Film zu vermarkten. Deshalb kam er in den Vereinigten Staaten erst im April 1981 in die Kinos, während er in Europa bereits 1980 angelaufen war. Im deutschen Fernsehen war der Film erstmals am 2. Oktober 1982 um 22.20 Uhr in der ARD zu sehen.

## Rezeption und Nachwirkung
Der Film wurde in Europa und den Vereinigten Staaten von Kritik und Publikum gut aufgenommen. Während in Amerika die Zuschauer den Hintergrund des Umschwungs der heruntergekommenen Stadt gut verstanden, stieß der Film lediglich in Malles Heimat Frankreich auf Ablehnung. Der Kritiker Claude-Michel Cluny äußerte sich in der Filmzeitschrift Cinéma: „Ich muss Ihnen mitteilen, dass es nichts Wundervolles über Atlantic City zu berichten gibt, einen Film, der allein durch seinen holzschnittartigen dramatischen Grundaufbau ins Schleudern kommt“. Die Kritiker der Les Cahiers du cinéma äußerten sich sarkastisch, die Bilder des Films „im Hamilton-Stil“ akzentuierten die „überzuckerte, rückwärtsgewandte Seite von Atlantic City“. Malle kreiere diese Bilder „mit derselben Lässigkeit, als würde man eine Touristenbroschüre durchblättern“. Frey argwöhnt, dass „überzuckert“ eine Spitze der Cahiers gegen die großbürgerliche Herkunft Malles ist. Dessen Familie hatte ihren Reichtum in der Zuckerindustrie erworben.
Begeisterter zeigte sich die britische Presse: Philip French schrieb im Observer: „Dies ist ein witziger, präziser, ironischer und tieftrauriger Film, der es vermeidet, auf trockene Art zynisch oder […] herablassend zu sein, und zwar wegen der verschrobenen Zuneigung, mit der Malle und Guare ihre Hauptcharaktere betrachten. Der Film setzt kaum einen falschen Akzent.“
Edgar Wettstein urteilte im film-dienst, die Figuren seien „vorzüglich gespielt“, der Film habe aber „einen Zug von glatter Routine“, da ihm „die zupackende Kraft und das Engagement, das auch den Zuschauer miteinbeziehen würde“, fehle.
Die amerikanische Presse zeigte sich ebenfalls wohlwollend und sagte ein gutes Abschneiden bei den Oscars voraus. Bruce Williamson schrieb im Playboy zum Film: „Als Gegenpart zu Sarandon legt Burt Lancaster seine beste schauspielerische Leistung seit Jahren hin […]. Guares scharfzüngige Dialoge […] haben den größten Anteil am Erfolg von Atlantic City als verquerer, amoralischer Komödie […]. Ganz schön seltsam, aber auf Dauer einfach unwiderstehlich.“
David Danby äußerte sich differenzierter. Atlantic City sei „süß, lustig und liebenswert, aber es ist nicht viel erzählerischer oder poetischer Schwung drin […]. Guare hat die Tendenz, seine Leitthemen immer wieder zu wiederholen, als ob sie besonders gewichtig oder lustig wären, und der Humanismus des Films wird nach einer Weile […] etwas nervtötend.“

## Filmanalyse

### Der Film als Sozialmärchen
Die vordergründigste Sicht des Films ist die eines Sozialmärchens, als einer Fantasie, dass Wünsche wahr werden können: Lou wird zum echten Gangster, wie er es sich immer gewünscht hat. Sally macht ihren Traum wahr und entflieht in eine bessere Welt. Grace überwindet ihr Selbstmitleid und wird zur Gangsterbraut an Lous Seite. Sie träumen alle den amerikanischen Traum, der aber aus Sicht des europäischen Filmemachers auf das alte Europa zurückprojektiert wird: Für Sally ist Frankreich das Ziel ihrer Träume und Wünsche.

### Selbstmystifizierung
Analog zur Situation der Stadt Atlantic City, ist die Selbstmystifizierung ein Thema des Films. So wie die Stadt lediglich vorgab, eine Mondänität wie europäische Seebäder zu besitzen, wie sie als Bühne der Selbstdarstellung für ihre Besucher diente, so gibt Lou Pascal vor, etwas zu sein, was er nicht ist. Lou stilisiert sich zum Gangsterkollegen von Capone, Lansky und Siegel hoch, doch nichts davon ist wahr. Erst im Laufe des Films entdeckt Lou, dass dieses vorgebliche Selbst wirklich in ihm steckt, dass er stark genug ist, seine Vorstellungen, wie er zu sein habe, wirklich ausleben zu können. Frey sieht den Film als „akkurate und durchdachte Studie der psychologischen Obsession des Protagonisten mit Geschichte“. Lou leide an einem Fehler in seiner Vergangenheit, indem er die Heldenrolle nicht ausfüllen konnte, als ein Freund in einer Schießerei starb und er unfähig war, im zu helfen. Er durchlebe dieses Drama der Vergangenheit erneut und besiege seine Minderwertigkeitskomplexe, indem er dieses Mal Sally vor den Bedrohungen retten könne.

### Europäische Sichtweisen
Was Atlantic City von amerikanischen Krimigrotesken unterscheidet, ist die durch europäische Filmkunst geprägte Zeichnung von Figuren und Handlung. Die Erzählstruktur bricht zwar aufgrund von Guares Drehbuch, das sich durch eine sorgfältig durchkomponierte, vom Theater kommende Gestaltung auszeichnet, mit dem freien, von cinematischen Mitteln geprägten Erzählen von Malles früheren Filmen, aber typisch für Malle bietet der Film kein linear abgeschlossenes Handlungsmodell, sondern das Ende bleibt offen: Was mit Sally und was mit Lou nun passiert, bleibt der Vorstellungskraft des Zuschauers überlassen.
Die Figur Lou, die sich kindlich freut, als sie ihren ersten Mord nun endlich begangen hat, hat keine Entsprechung in der Historie des amerikanischen Films, vielmehr ist sie eine typische Malle-Figur, der kindliche Anarchie gerne zum Thema seiner Filme machte.
Auch indem Malle den Aspekt des Voyeurismus in den Vordergrund stellt, grenzt er sich von konventionellen amerikanischen Krimihandlungen ab. Susan Sarandon erklärt dazu: „Was es für Louis interessant machte, war der […] Voyeurismus […]. Hier kam der französische Blickwinkel ins Spiel […], die europäische Sensibilität, wogegen es wohl ein ganz normaler Heist-Krimi geworden wäre, hätte ein Amerikaner den Film gemacht.“ Dabei entgehen Regisseur und Hauptdarsteller der Gefahr, Lou als Voyeur lediglich auf einen dirty old man zu beschränken. Lous Verehrung für Sally hat eher die Züge einer Heiligenverehrung, was durch die weihevolle Opernmusik und die fast madonnenartige Inszenierung Sarandons im Gegenlicht am Fenster betont wird.

### Die Stadt als Hauptdarstellerin

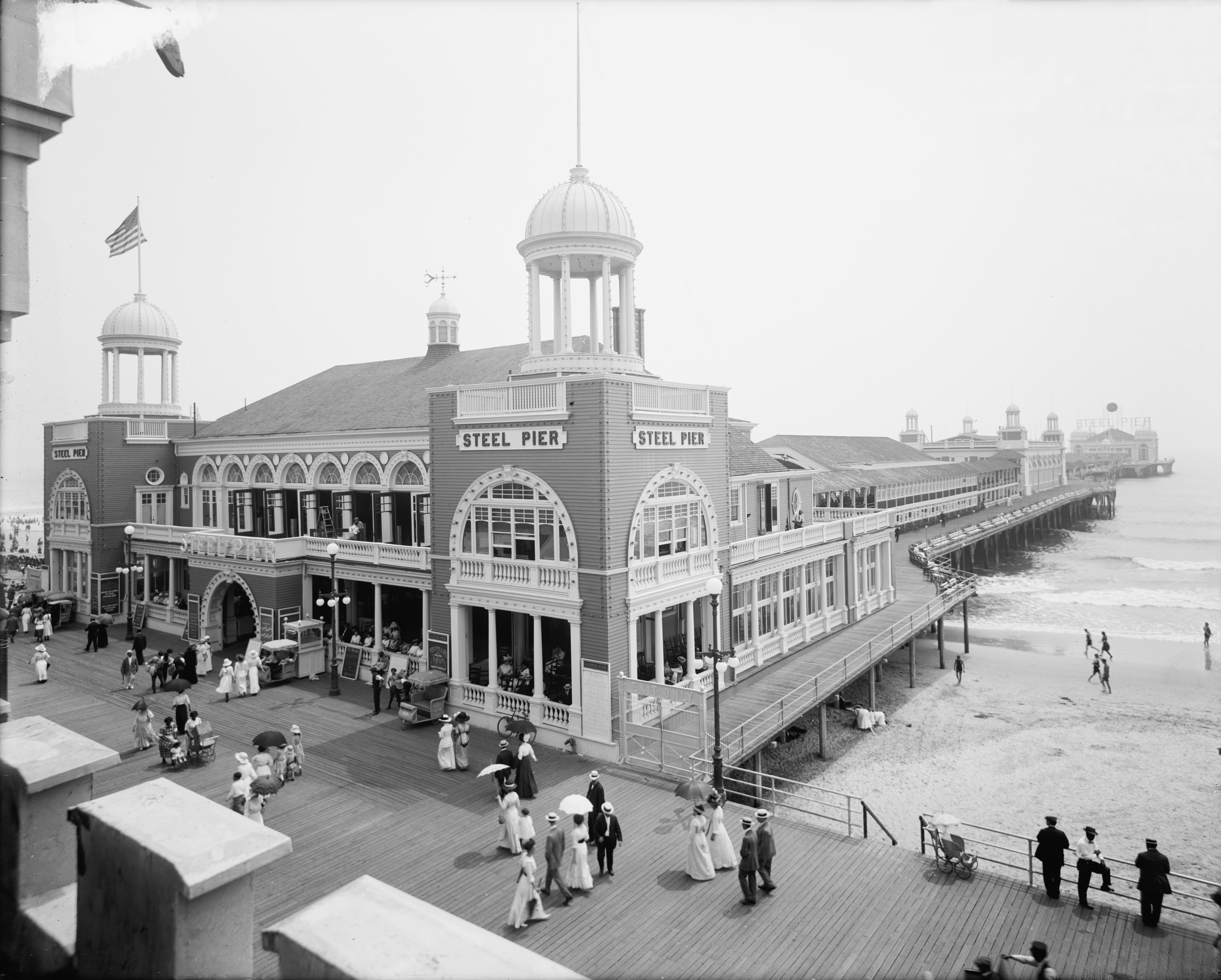
Atlantic City in seiner Glanzzeit in den 1920ern

Das Seebad Atlantic City, das seine Glanzzeiten in den 1920er und 1930er-Jahren hatte, stand Ende der 1970er an einem Umbruch: Durch die Legalisierung des Glücksspiels kamen Investoren wie Donald Trump in die Stadt, um die heruntergekommenen Überreste der vergangenen Zeit ohne Rücksicht auf geschichtliche Werte abreißen zu lassen und Casinos und Hotels zu erbauen. Diese neu entstehende Struktur gründete nicht auf planerischen Überlegungen für eine funktionierende Stadt, sondern nur auf Profithoffnungen und wird in ihrer Darstellung im Film von Malle als visionär für die kommenden 1980er-Jahre in Amerika bewertet.
Malle und Guare waren in ihrer Sicht der Stadt Atlantic City beeinflusst von Robert Altmans Film Nashville. Wie dort wollten sie verschiedene Erzählstränge vor den unterschiedlichen Szenarien einer Stadt voranbringen, um sie zum Ende hin zusammenprallen zu lassen. Hinter den städtebaulichen Strukturen sollten in einer, so Frey, „quasi-soziologischen Untersuchung“ die verschiedenen Sozialstrukturen und der Wandel, dem sie simultan zum Wandel der Stadt unterliegen, deutlich gemacht werden. „Von der ersten bis zur letzten Minute besteht nicht der leiseste Zweifel, dass Atlantic City die Hauptrolle […] spielt.“ bestätigt Malle.

### Hommage an denFilm noir
Atlantic City ist in Inhalt und Bildsprache eine Hommage an den amerikanischen Gangsterfilm, insbesondere den Film noir. Der typische Figurenfundus der Straßenkriminalität wird ebenso bedient wie die Erwartungshaltung des Zuschauers nach einer großen Verfolgungsszene, die hier in einem bizarren Parkhaus, das aus lauter Aufzügen besteht, inszeniert wird.
Lancaster, der seine erste Filmrolle in dem klassischen Film noir Rächer der Unterwelt spielte, kann hier die Gangsterrolle in ironischer Weise umkehren: war er in seinem ersten Film ein ehrlicher Kerl, den die Umstände dazu zwingen, gegen seinen Willen ein Gauner zu werden, so ist er hier die gescheiterte Figur, die sich nichts sehnlicher wünscht, als ein echter Krimineller zu sein.
Gleichzeitig wird die Hommage mit der Sicht des europäischen Filmemachers aber auch unterlaufen: Steht im klassischen Gangsterfilm das Streben nach Geld gleichbedeutend mit dem nach Glück, ist bei Malle das Geld nur das Mittel zur Selbstverwirklichung und lediglich der Anstoß, der es den Figuren ermöglicht, sich zu verändern.

### Filmische Mittel

#### Halbdokumentarischer Stil
Malle war durch seinen Hintergrund als Dokumentarfilmer bestrebt, möglichst viel vom städtebaulichen Wandel der Stadt in seinen Film einzubringen. „Der Film handelt von der Stadt und was mit ihr passiert.“ sagte Malle dazu, „So gesehen war es ein Dokumentarfilm über Amerika […] Ich war besessen von dem Gedanken, Atlantic City in jedem Moment präsent zu haben und soviel wie möglich draußen zu drehen.“ Während der Dreharbeiten improvisierte Malle daher und suchte seine Locations immer dort, wo gerade ein Gebäude abgerissen wurde, um das echte Geschehen als Hintergrund seiner Spielhandlung verwenden zu können.

#### Ton und Musik
Die Musik in Atlantic City besteht ausschließlich aus Quellenmusik, das heißt aus Jazz- und Popsongs, die thematischen Bezug zur Stadt haben und sich aus der jeweiligen Szene als Hintergrundmusik in Casinos, Cafés usw. ergeben. Zum Abspann des Films, in dem man sieht, wie eine Abrissbirne ein altes Gebäude in Atlantic City zertrümmert, sind diese Lieder zum Takt der Birne nochmals als Reprise zu hören. Der Komponist Michel Legrand hatte einen kompletten symphonischen Soundtrack vorbereitet, doch Malle entschloss sich, darauf zu verzichten, um den dokumentarischen Charakter des Films zu betonen. In der Szene, als Dave im Parkhaus verfolgt wird, setzt er nur auf die Toneffekte der quietschenden und brummenden Aufzugmotoren, um die nötige Spannung zu erzeugen.
Die Bellini-Arie aus Norma, die bei Sallys Waschritual erklingt, war während der Dreharbeiten ursprünglich die berühmte Aufnahme mit Maria Callas, doch die Lizenzgebühren dafür waren so hoch, dass die Arie von Elizabeth Harwood zusammen mit dem London Philharmonic Orchestra für den Film neu eingesungen wurde.

## Auszeichnungen
Atlantic City gewann 1980 den Goldenen Löwen bei den Filmfestspielen in Venedig, ex aequo mit Gloria, die Gangsterbraut von John Cassavetes.
Bei der Oscarverleihung 1982 war der Film für fünf Academy Awards nominiert: Bester Film, Beste Regie, Bester Hauptdarsteller (Burt Lancaster), Beste Hauptdarstellerin (Susan Sarandon) und
Bestes Originaldrehbuch, gewann jedoch keinen der Preise. Malle ist sicher, dass Lancaster in seiner Kategorie gewonnen hätte, wenn Henry Fonda zum Zeitpunkt der Preisverleihung nicht im Sterben gelegen hätte. Die Jury verlieh ihm für seine Rolle in Am goldenen See den Preis.
Der Film gewann insgesamt über 20 Preise. 1981 erhielten Anne Pritchard, Susan Sarandon und Kate Reid je einen Genie Award. 2003 wurde Atlantic City aufgrund seiner kulturellen Bedeutung in das National Film Registry aufgenommen.